# Jorge Ismael García Corleto
Jorge Ismael García Corleto (Santa Ana, 14 de diciembre de 1956) es un autor de ensayos, cuentos, poesía, libros de texto y obras de teatro. También ha incursionado en la pintura. Entre sus poemarios cuenta con Concreción de sueños, Poemas para despertar y Cónclave Poético. Como autor de libros de texto produjo Educación Estética para primero, segundo y tercer años de bachillerato, Historia para primer año de bachillerato, Arte y Educación para el nivel universitario. Como autor de teatro ha producido y dirigido sobre las tablas, obras tales como: Los tres poderes, El Condenado, Un día primero Dios, Los vendedores, Global Net, La biblioteca Circulante, Coral del Che y otras. Asimismo es director del Grupo de Actuación Teatral de Occidente G.A.T.O..

## Biografía
Nacido en la ciudad de Santa Ana (ciudad de El Salvador) el 14 de diciembre de 1956, hijo de Ismael Arturo García y de Adelina Corleto de García. Casado con América de García, procreó tres hijos, de los cuales sobreviven América Beatriz García e Ismael Alejandro García. Empezó a escribir poesía desde los 14 años de edad, obteniendo algunos premios literarios: Tercer lugar en el concurso Honor a la Patria Centroamericana y Primer Lugar en el concurso Mi amiga la Biblioteca, este último promovido por la Biblioteca Nacional.
Se inicia en la pintura a la edad de quince años. 
En 1999 fue postulado al Premio Nacional de Cultura en la rama de Teatro.
En el 2001 coordinó el Encuentro de Escritores En Pos de la Utopía. 
CONCULTURA le otorgó reconocimiento "Por su incansables esfuerzo de crear y difundir espacios de desarrollo cultural a través de las letras y de las artes escénicas", nominando los Juegos Florales Santanecos en su honor, en julio de 2004. Se ha dedicado a la docencia en educación media y a nivel universitario. Por varios años ha sido promotor cultura. Es Licenciado en Psicología, Licenciado en Ciencias de la Educación y máster en Profesionalización de la Docencia Superior. Trabaja en la Facultad Multidisciplinaria de Occidente de la Universidad de El Salvador, además de ser subdirector del centro escolar INSA en el área del Bachillerato Industrial.

## Muestra de su producción literaria
ORÍGENES

Tú tuviste la culpa, Arturo.
Tú, el devorador de libros
que quería ser poeta.
Yo soy astilla de tu árbol,
heredero de tus sueños.
¡Al pie de tu tumba!
Queriendo ser sabroso fruto
de tus extendidas ramas.
Tú tuviste la culpa, Adelina.
Hacías de cada anécdota una aventura
mientras echabas a volar tu imaginación
al ritmo de tus pies
hilo sobre la tela,
hilvanando los designios de Dios.
Yo dejaba volar mis imágenes
de niño- soñador-adolescente.
Vosotros, progenitores,
tuvisteis la culpa
de echar a la vida
a este aprendiz de poeta
que nunca sabrá lo suficiente.
Pero os agradezco sin medida
este don de crear y recrear vidas
este loco afán de inmiscuirme
en el alma del mono humanizado
en esta tierra de hechizos y presagios.